# 麦迪逊大道590号
麦迪逊大道590号（590 Madison Avenue），原IBM大楼，是一栋位于纽约市57街街角、高603英尺（184）的摩天大楼。该建筑于1983年完工，共有41层。建设耗资1000万美元，楼层空间93,592平方（1,007,420平方英尺），有24架电梯，是纽约市第89高的建筑。IBM在1994年时将大楼卖给了E.J. Minskoff Equities Inc。截至2007年12月，大楼98%的空间已经租出。